# Parun
Parun és una petita ciutat de l'Afganistan capital del districte del mateix nom i de la província de Nuristan, a l'Afganistan, en territori de la tribu vasi i a la vora del riu que porta el nom de la ciutat, vall coneguda també com a vâs'i gul. Es cultiven cereals i es pasturen ramats a les muntanyes. La vall del Parun era el centre de la religió preislàmica fins a la conquesta afganesa i conversió a l'islam de 1896 i hi havia el temple del deu creador Imro al llogaret d'Üš'üt.